# Hussein-Pascha-Moschee

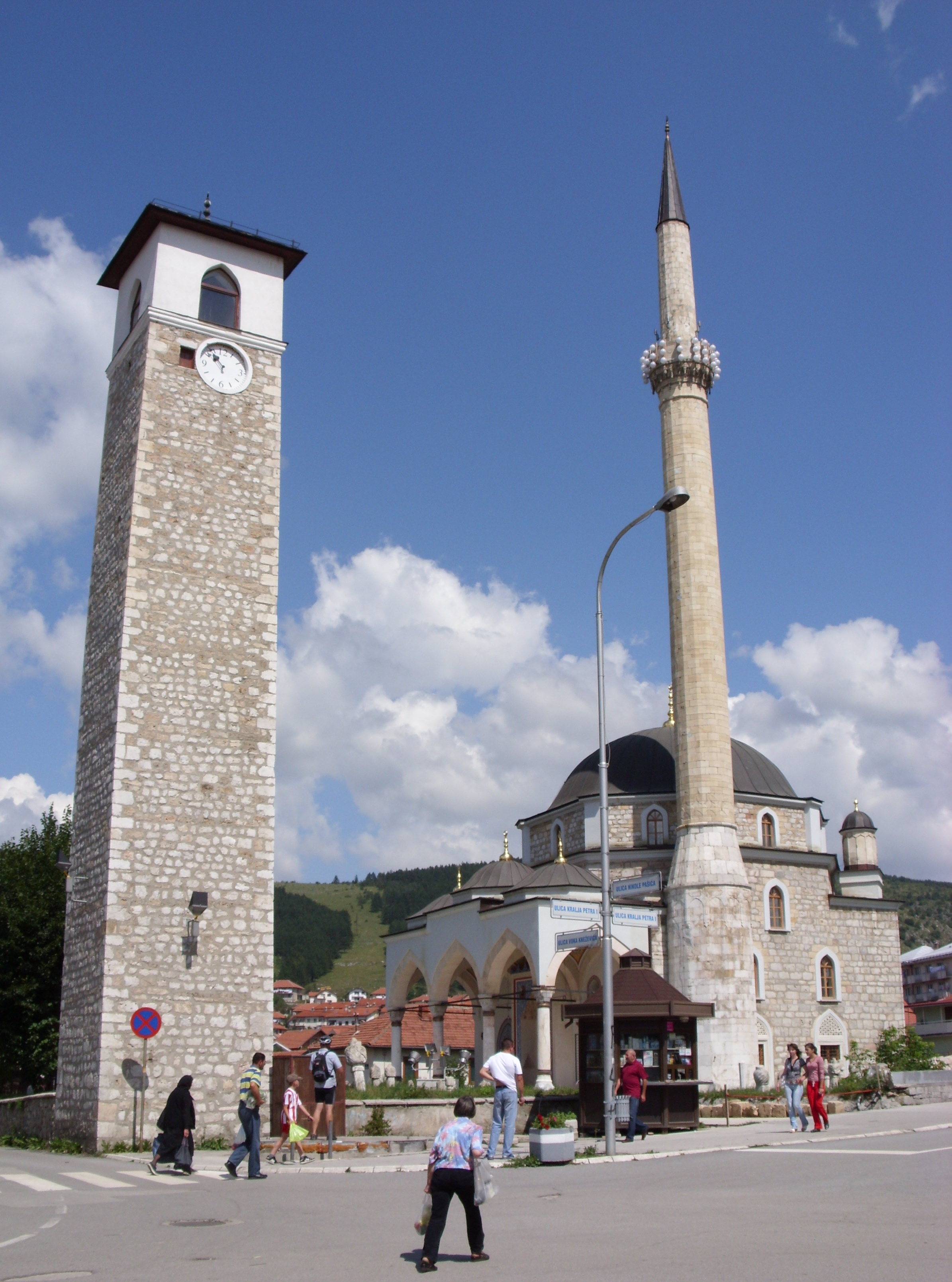
Moschee und Uhrturm in Pljevlja

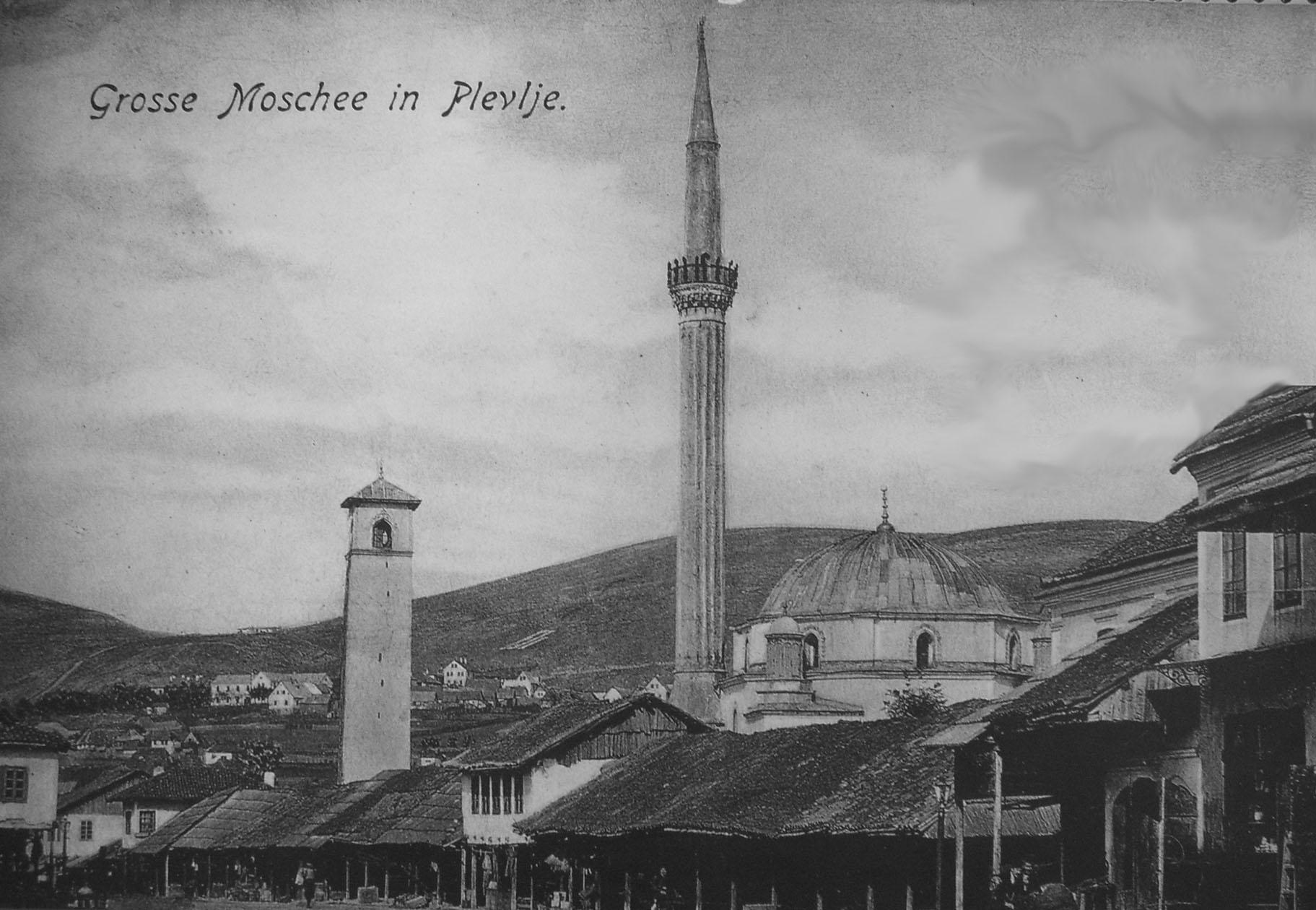
Alte Ansicht der Moschee

Die Hussein-Pascha-Moschee, auch bekannt als Husein pašina džamija (serbokroatisch Хусеин пашина џамија), befindet sich in der Stadt Pljevlja im Norden von Montenegro. Sie liegt in der Region Sandžak, nahe der Grenze zu Serbien sowie Bosnien und Herzegowina.

## Geschichte
Die Moschee wurde im Jahr 1569 im Auftrag des bosnischen Sandschakbegs Hussein-Pascha Boljanić errichtet. Am Bau sollen Meister aus Dubrovnik mitgewirkt haben. Vermutet wird, dass auch der Baumeister Neimar Hajrudin mitwirktet. Eine Restaurierung fand um 1880 statt. Eine weitere mehrjährige Renovierung wurde 2008 beendet.

## Anlage

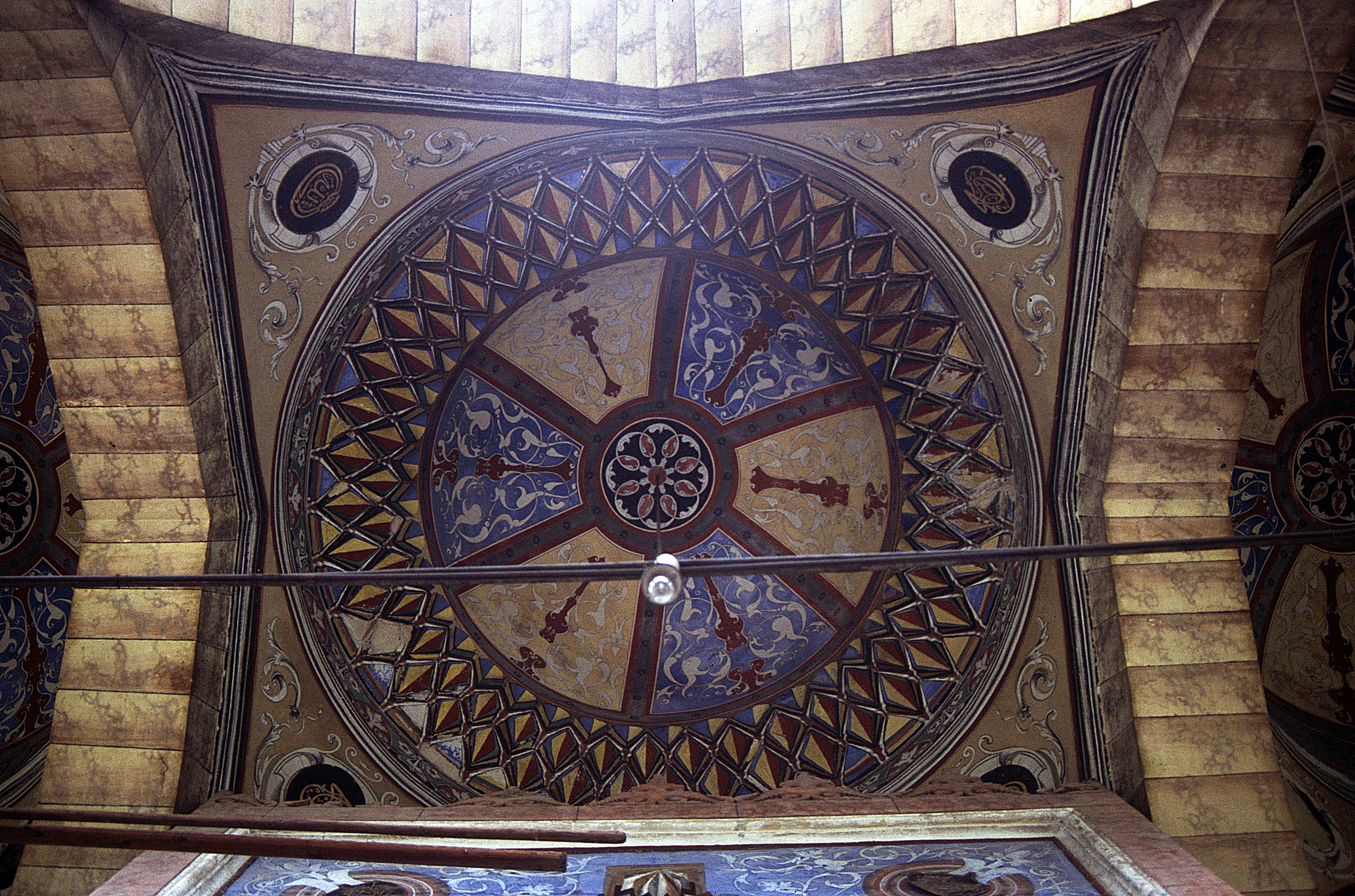
Pljevlja, Kuppel der Hussein-Pascha-Moschee

Die Moschee ist im „klassischen“ Stil auf quadratischem Grundriss erbaut. Die, auf einem oktogonalen und durch Halbsäulen verstärkten Tambour, errichtete Kuppel ruht auf Kreuztrompen. An den Ecken weist sie zwei kleinere Kuppeln auf. An der Nordwestseite ist eine Vorhalle mit drei Kuppeln vorgelegt, von denen die mittlere erhöht ist. Rosetten und Stalaktiten gestalten das Portal. Mihrab, Minbar und Mahvil sind mit geometrischen Flachreliefs reich geschmückt. Das Minarett weist eine Höhe von 42 m auf und gehört damit zu den höchsten auf dem Balkan.